# 명나라의 옥새

명나라에서는 실전된 전국옥새를 대신하여 수많은 옥새를 만들어서 그 용도를 달리 썼는데 명나라 초에 17개, 후대에 일곱 개를 더 하여 총 24개의 옥새가 있었다. 이를 모두 일컬어 이십사어보(二十四御寶)라 하였다.
명나라 건국 초에는 대명전국지새(大明傳國之璽)를 제작하였으나 건국 이듬해인 1369년(홍무 2년), 먼저 6개의 옥새를 만들었고, 영락제 때에는 11개의 옥새를 더 만들어 총 17개의 옥새를 사용하였다. 1500년(홍치 13년), 전국옥새의 글귀인 ‘수명어천 기수영창’(受命於天 旣壽永昌)이 새겨진 옥으로 된 인장을 발견하였으나 가짜로 판명나기도 했다. 1539년(가정 18년), 가정제는 17개의 옥새에 추가로 7개를 더 제작하여 황제가 총 24개의 옥새를 행정 용도에 따라 각기 사용할 것을 명하였다.

## 국초 17보
홍무제와 영락제의 재위 기간에 만들어진 17개의 옥새를 뜻한다.
- 황제봉천지보(皇帝奉天之寶): 전국옥새의 역할을 하는 최고의 옥새. 즉위식이나 천단에 제를 지내는 등 국가의 큰 행사에 사용되었다.
- 황제지보(皇帝之寶): 황제의 일상용 인장으로 조서를 내릴 때나 대사령을 내릴 때 사용되었다.
- 황제행보(皇帝行寶): 신하의 공로를 치하하여 작위에 책봉하거나 논공행상을 행할 때 사용되었다.
- 황제신보(皇帝信寶): 황제가 군대를 소집하거나, 각지의 왕, 대신 등을 급히 불러 군사권을 맡길 때 사용되었다.
- 천자지보(天子之寶): 황제가 하늘, 땅의 신들에게 제사를 지낼 때 사용되었다.
- 천자행보(天子行寶): 황제가 제후국의 왕을 정식으로 책봉하거나, 제후국에게 상을 내릴 때 사용되었다.
- 천자신보(天子信寶): 군사를 나라 밖으로 파견하거나, 제후국의 왕이나 대신을 소환할 때 사용되었다.
- 제고지보(制誥之寶): 고명, 즉 임명장을 반포하여, 신하에게 관직을 내릴 때 사용되었다.
- 칙명지보(敕命之寶): 칙명, 즉 조서를 내릴 때 사용되었다.
- 광운지보(廣運之寶): 신료들의 공적을 치하하며 그들을 격려할 때 사용되었다.
- 황제존친지보(皇帝尊親之寶): 황제가 조상들에게 존호를 올릴 때 주로 태묘에서 사용되었다.
- 황제친친지보(皇帝親親之寶): 황제가 황족을 친왕이나 군왕에 임명하고 봉토를 내릴 때 사용되었다.
- 경천근민지보(敬天勤民之寶): 신하가 황제의 뜻을 잘 받들어 전과를 올리어, 그 공로를 치하할 때 사용되었다.
- 어전지보(御前之寶): 신하를 옥좌 가까이 불러 따르게 하거나, 황제의 어가를 호종하기 위해 군대를 부를 때 사용되었다.
- 표장경사지보(表章經史之寶): 경전이나 고서를 구할 때 사용되었다.
- 흠문지보(欽文之寶): 편찬 사업 등에 사용되었다.

## 후기 7보
- 봉천승운대명천자보(奉天承運大明天子寶): 즉위식이나 천단에 제를 지내는 등 국가의 큰 행사에 사용되었다.
- 대명수명지보(大明受命之寶): 즉위식이나 천단에 제를 지내는 등 국가의 큰 행사에 사용되었다.
- 순수천하지보(巡狩天下之寶): 황제가 천하를 순수할 때 사용되었다.
- 수훈지보(垂訓之寶): 황제가 형법 등 죄인들의 형량을 결정하거나 법전의 조항을 반포하거나 수정할 때 사용되었다.
- 명덕지보(命德之寶): 충량하여 그 덕을 본받을 수 있는 신하를 치하할 때 사용되었다.
- 토죄안민지보(討罪安民之寶): 내란이 일어나 신하에게 역당을 토벌할 군권을 위임할 때 사용되었다.
- 칙정만민지보(敕正萬民之寶): 나라 안의 백성들에게 고할 때 사용되었다.

## 같이 보기
- 청나라의 옥새
- 국새